# Franz Xaver Feuchtmayer
Franz Xaver Feuchtmayer, o Feuchtmayr, il Vecchio (Wessobrunn, 11 agosto 1698 – Augusta, 28 aprile 1764), è stato uno stuccatore tedesco. Grande esponente della Scuola di Wessobrunn e del Rococò.
È uno dei membri più importanti della celebre famiglia dei Feuchtmayer, (o Feuchtmeyer, Feuchtmayr, Feichtmair, Feichtmayr). Erano una famiglia di artisti di Wessobrunn, attivi nel XVII e XVIII secolo nel sud della Germania, Alto Adige e Svizzera che lavorarono come stuccatori, scultori, pittori, architetti e incisori.

## Biografia
Franz Xaver Feuchtmayer era il figlio di Michael Feuchtmayer (morto nel 1667) e il fratello di Johann Michael Feuchtmayer il Giovane (1709-1772).
Riguardo all'educazione di Franz Xaver si sa poco (forse in Tirolo). Appare per la prima volta menzionato ad Augusta nel 1727 come proprietario di una casa e nel 1730 membro della Hofschutz a Monaco di Baviera.
Lavorò spesso a fianco del fratello Johann Michael, ma anche con Johann Michael Fischer e i celebri fratelli Matteo e Ignaz Günther, dove concepì come un stuccatore, la decorazione di alcune delle chiese più importanti di Svevia, Baviera, Franconia e del Tirolo.
Stilisticamente Franz Xaver si sviluppò da decoratore a vero stilista dell'alta espressione dello stile Rococò. I suoi lavori vengono spesso descritti come "sontuosi," "delicati" e "vigorosi".

## Le opere
- Cappella di corte del Castello di Ellingen.
- Chiesa dell'Abbazia di Münsterschwarzach, Schwarzach am Main.
- 1723-1724: Chiesa Domenicana di Santa Maria Maddalena ad Augusta.
- 1731-1734: Chiesa dell'Abbazia di Stams.
- Parrocchiale di Sant'Elisabetta a Vipiteno.
- 1738-1739: Parrocchiale di Dießen.
- 1743-1744, 1751: Chiesa abbaziale di San Giuseppe a Fiecht, Tirolo.
- 1750: Chiesa di San Giorgio a Dießen am Ammersee.
- 1752: Grafrath.
- 1754: Basilica di Wilten a Innsbruck.
- 1754-1755: Chiesa dell'Abbazia di Sant'Agostino a Markt Indersdorf.
- 1758-1762: Castello di Sünching, nei pressi di Ratisbona.
- 1759-1763: Chiesa dei Santi Marino e Aniano a Rott am Inn
- intorno al 1760: Santuario dei Quattordici Santi a Bad Staffelstein.

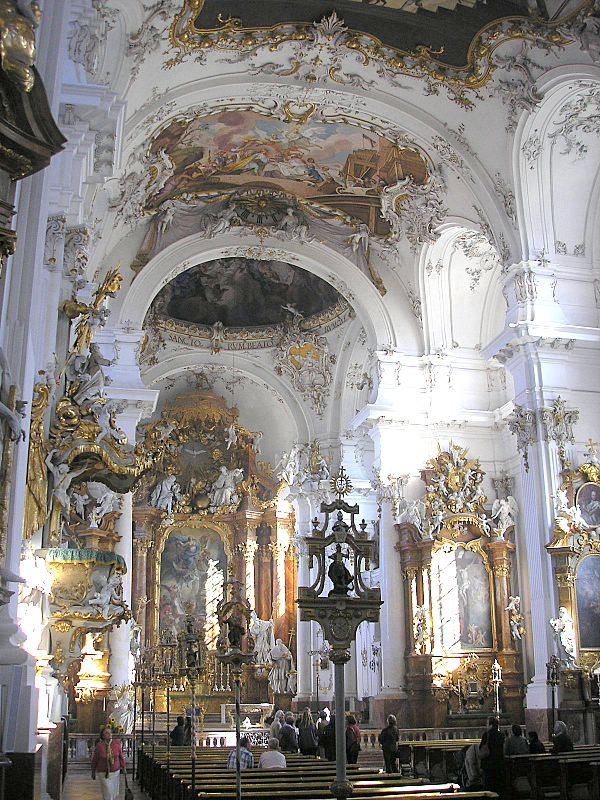
Parrocchiale di Dießen.
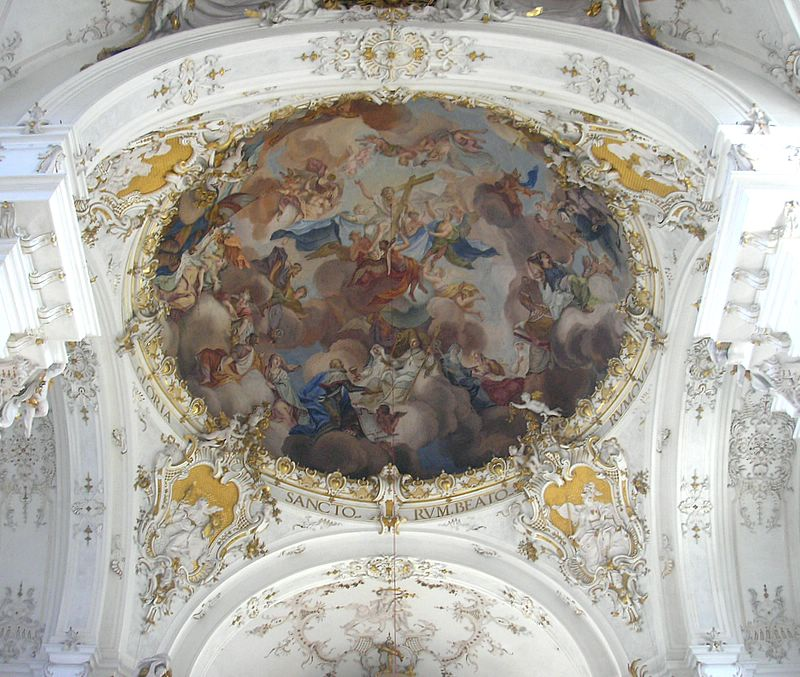
Parrocchiale di Dießen.
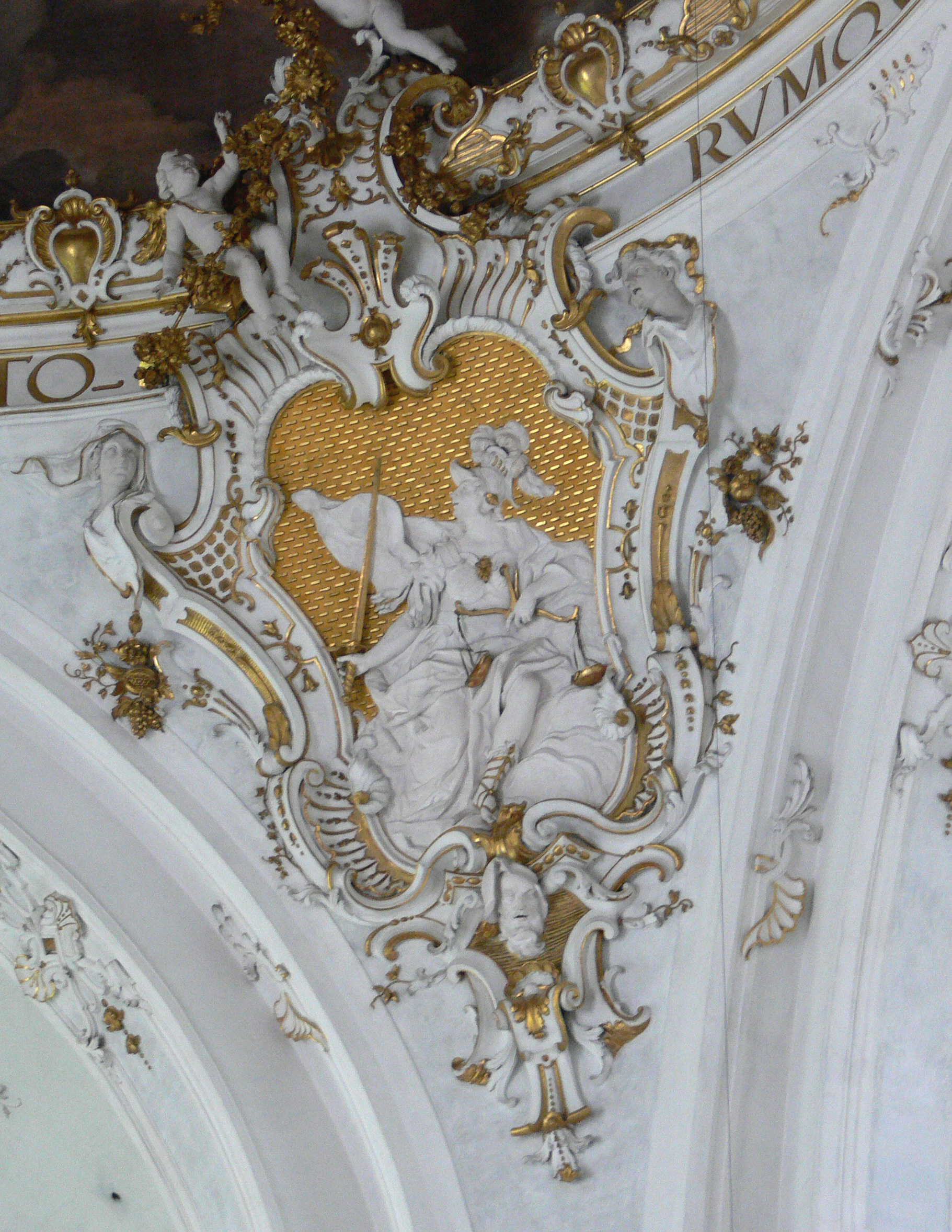
Parrocchiale di Dießen.
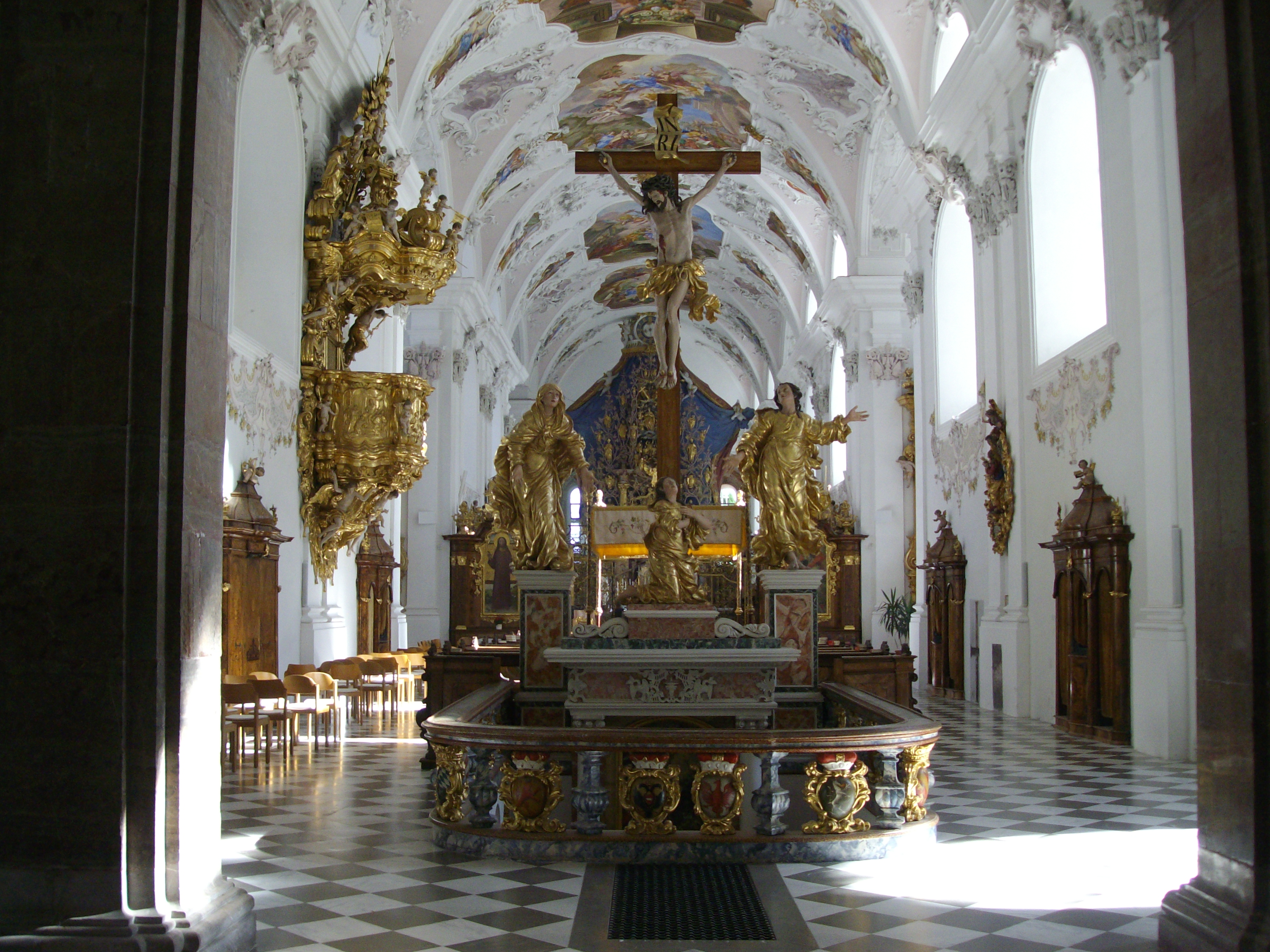
Chiesa dell'Abbazia di Stams.
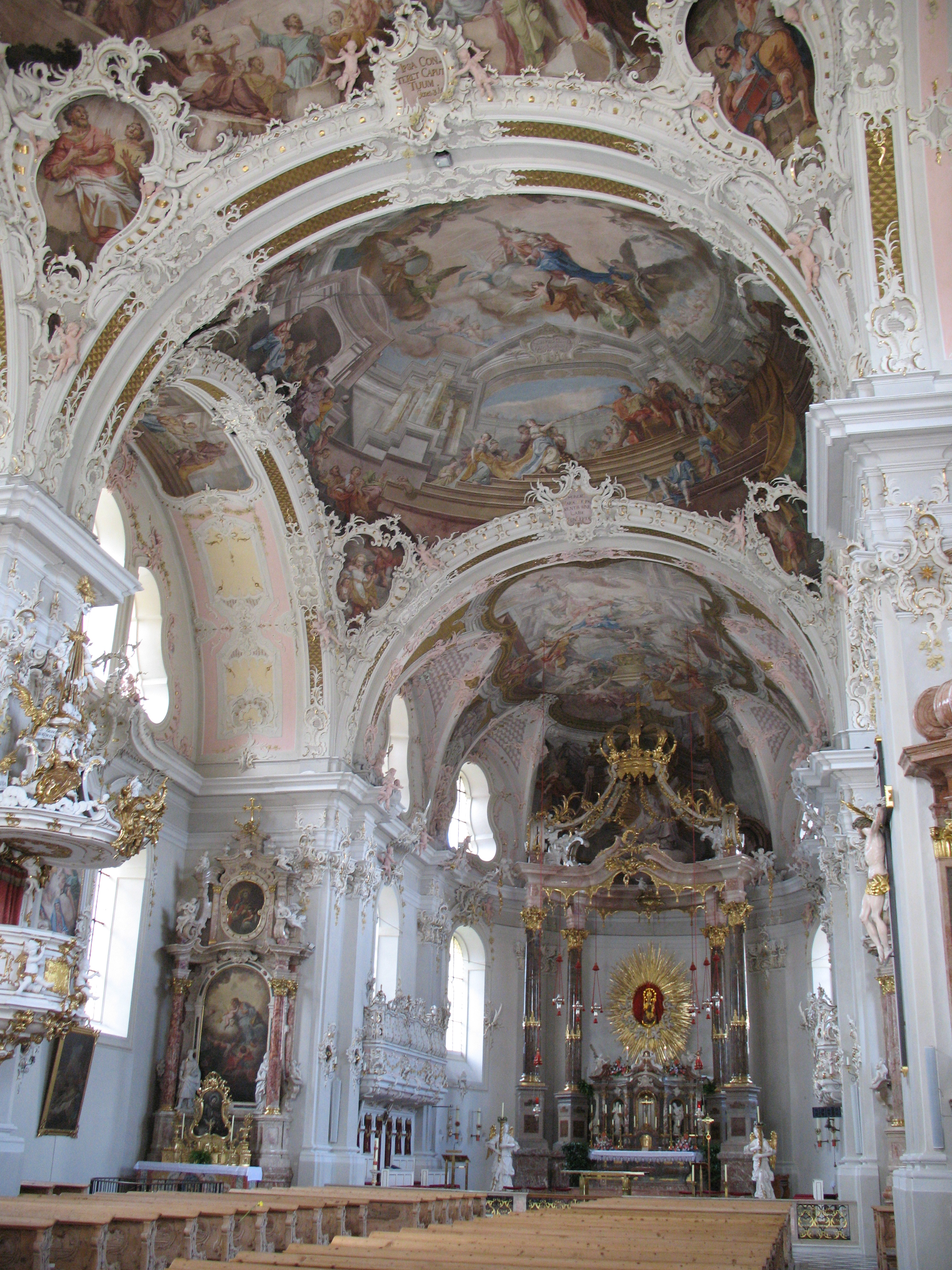
Basilica di Wilten, Innsbruck.
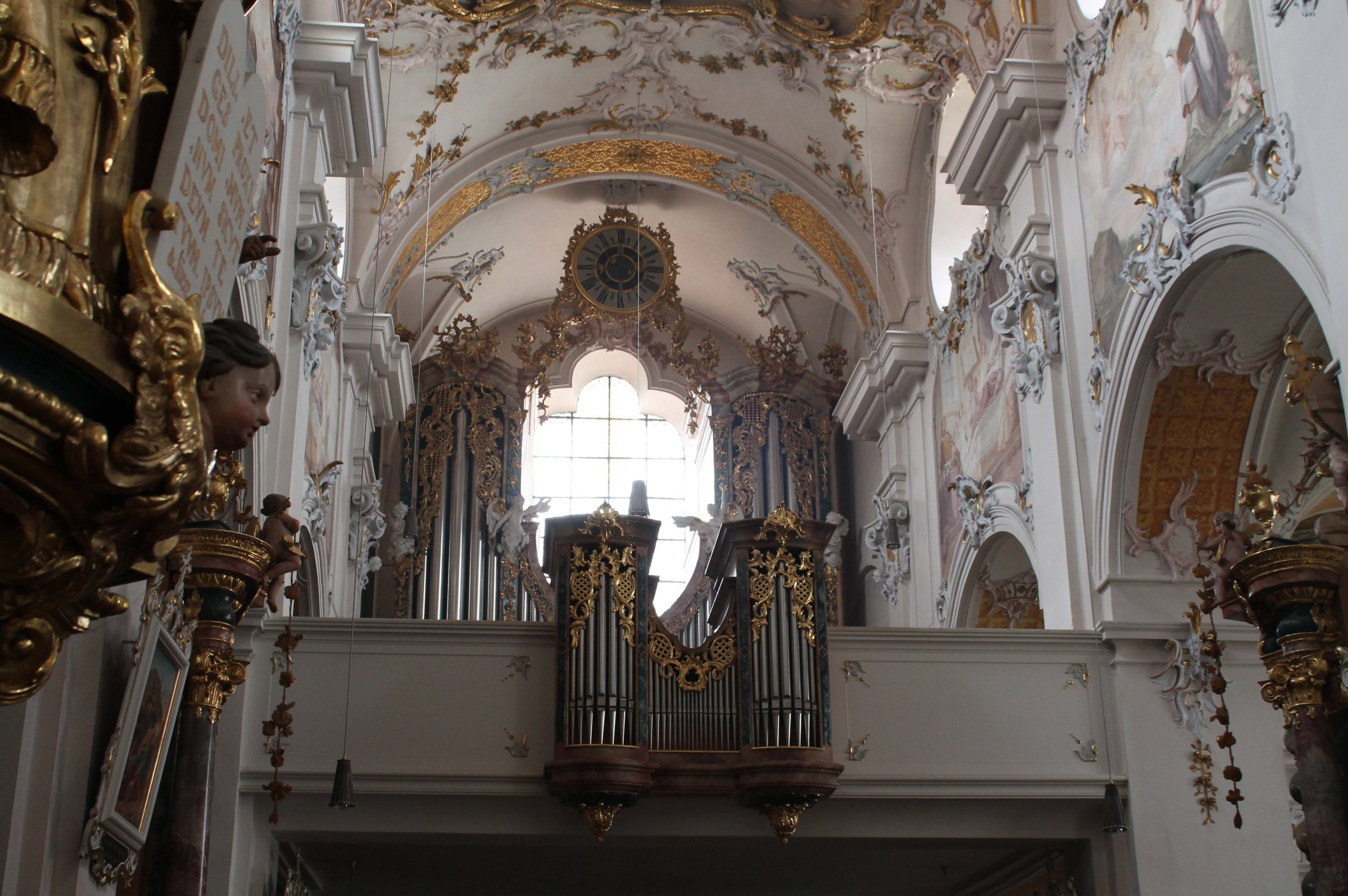
Chiesa dell'Abbazia di Sant'Agostino, Markt Indersdorf.
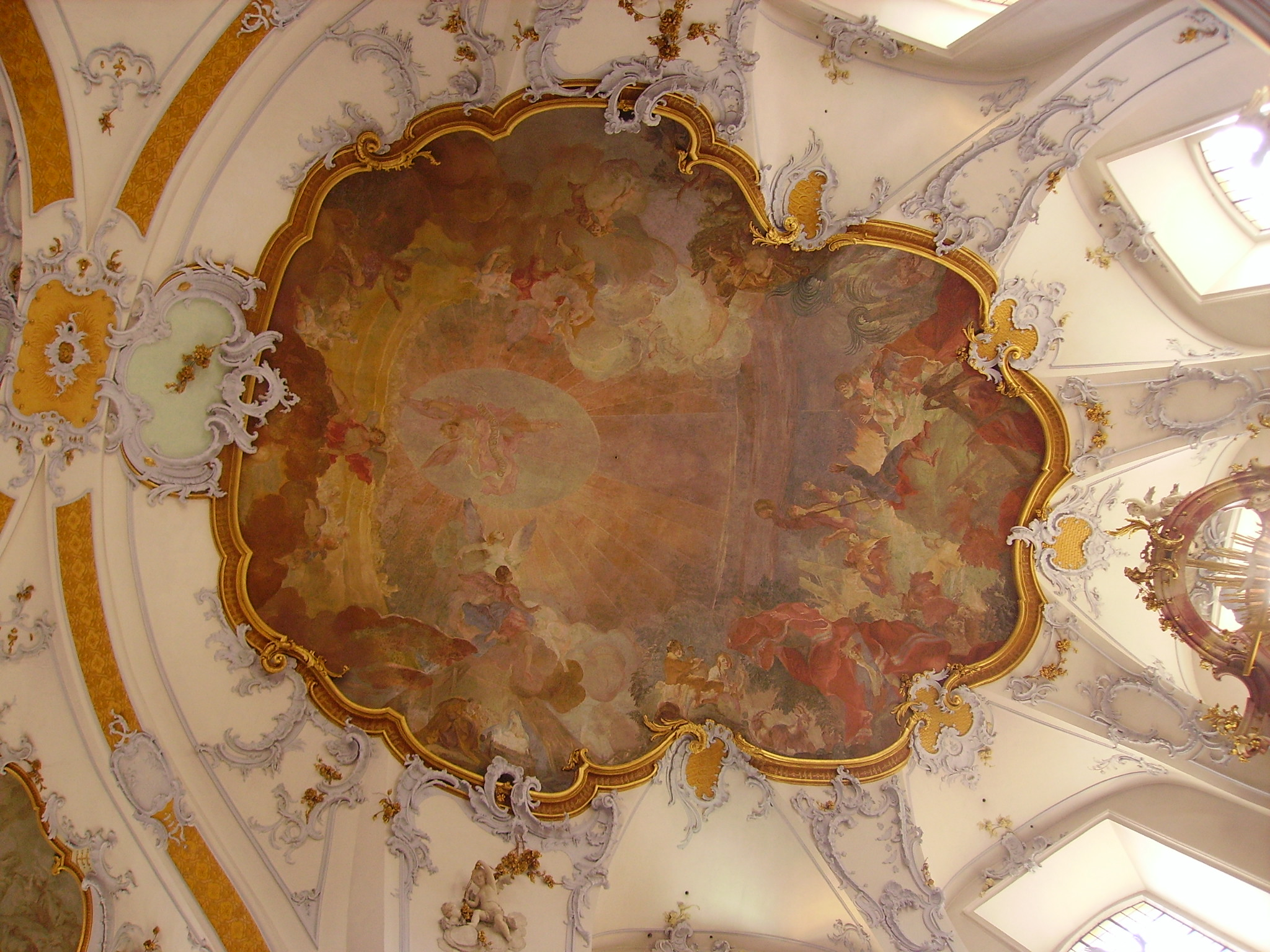
Santuario dei Quattordici Santi, Bad Staffelstein.
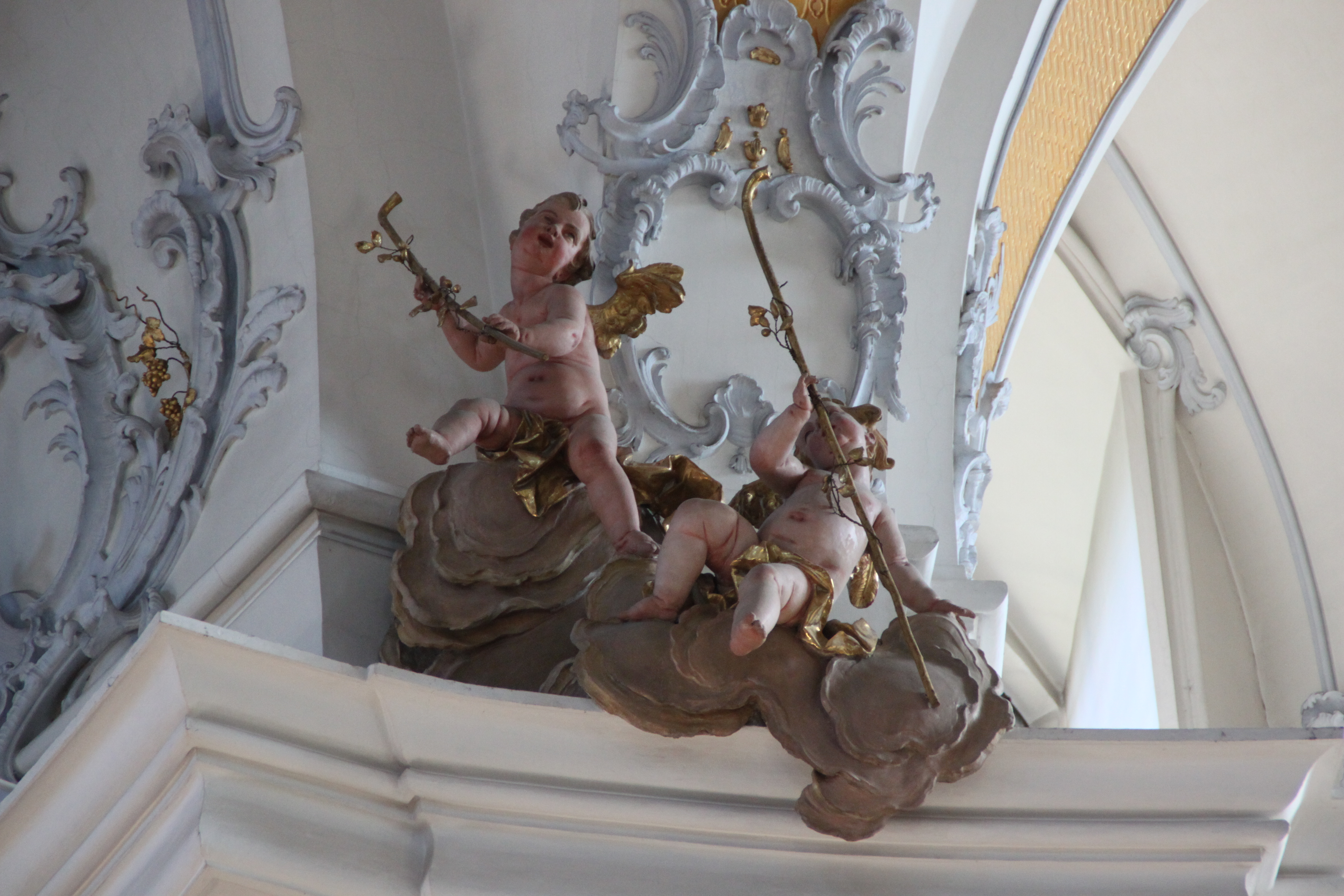
Santuario dei Quattordici Santi, Bad Staffelstein.